# Kozmic Blues
Kozmic Blues este un cântec de pe albumul lui Janis Joplin , I Got Dem Ol' Kozmic Blues Again Mama! , primul ei album după plecarea din Big Brother and The Holdng Company . Cântecul a făcut parte din setul de melodii cântate de Joplin la Festivalul de la Woodstock din 1969 . Cu toate că prestația lui Janis de la Woodstock nu este văzută ca una dintre cele mai reușite ale artistei , interpretarea piesei Kozmic Blues acolo a devenit foarte populară fiind inclusă și pe The Essential Janis Joplin .